# Daniel De Carpentrie
Daniel De Carpentrie, né le 10 août 1952 à Wilrijk (province d'Anvers), est un auteur de bande dessinée belge, aussi connu sous les pseudonymes de Olandi et Daniel Carpentrie.

## Biographie
Daniel De Carpentrie (également orthographié Decarpentrie) naît le 10 août 1952 à Wilrijk. 
Il étudie aux écoles d'art Saint-Luc d'Anvers et à l'Institut Saint-Luc de Bruxelles. Après avoir réalisé quelques histoires pour Aïe !, il réalise un court récit authentique de 4 planches sur un scénario de Vicq : Le Capitaine de Köpenick sous le pseudonyme Olandi.
L'année suivante, il est un transfuge et commence à travailler pour le concurrent direct de l'hebdomadaire bruxellois et il fait son entrée dans Spirou en 1980. 
Sous le pseudonyme d'Olandi, il crée quatre récits sur des scénarios d'Octave Joly pour la série Les Belles Histoires de l'Oncle Paul, puis la série Banville qu'il réalise seul en 1983 dans trois mini-récits,, suivi de la série Le Temps des loups, qu'il a dessinée sous son propre nom entre 1984 et 1985. 
Après avoir réalisé de courts récits dans Circus et l'album Carrat Vandall, aux éditions Ansaldi en 1986, il s'associe au scénariste Frank Giroud. Ensemble, ils réalisent la série Missouri pour le magazine Spirou en 1988, dont trois albums sont publiés aux éditions Dupuis : Les Ventres noirs (1989), puis, dans la collection « Repérages » : Coup de chien en 1989 et Quatre Lunes en 1991, qu'il signe Carpentrie. Cette série d'aventure historique conte la saga des paysans de Valmèges, des gueux de Louis XIV appelés les Ventres noirs, gonflés d'espoir, qui vont s'établir en Amérique.
Daniel De Carpentrie quitte ensuite le monde de la bande dessinée.

## Œuvre

### Albums de bande dessinée

#### Carrat Vandall
- Requiem en fa dièse mineur, Ansaldi, Bruxelles, août 1986
Scénario et dessin : Daniel Carpentrie - Couleurs : Viquy -  (ISBN 2-87137-013-3)

#### Missouri
- 1. Les Ventres noirs, Dupuis, Marcinelle, mars 1989
Scénario : Frank Giroud - Dessin : Daniel De Carpentrie - Couleurs : Carla Léonardo -  (ISBN 2800116277)
- 2. Coup de chien, Dupuis, coll. « Repérages », Marcinelle, novembre 1989
Scénario : Frank Giroud - Dessin : Daniel De Carpentrie - Couleurs : quadrichromie -  (ISBN 2800116781),édition accompagnée d'un poster.
- 3. Quatre Lunes, Dupuis, coll. « Repérages », Marcinelle, septembre 1991
Scénario : Frank Giroud - Dessin : Daniel De Carpentrie - Couleurs : Studio Léonardo -  (ISBN 2800118563)